# Mus setulosus
Mus setulosus és una espècie de mamífer rosegador de la família dels múrids. Viu a altituds de fins a 2.300 msnm al Camerun, el Congo, Costa d'Ivori, Guinea Equatorial, Etiòpia, el Gabon, Ghana, Guinea, Libèria, Nigèria, la República Centreafricana, la República Democràtica del Congo, Sierra Leone, el Sudan del Sud, Togo i, possiblement, el Senegal. Els seus hàbitats naturals són les clarianes dels herbassars i els boscos oberts. És una espècie en risc mínim, és a dir, no sembla que hi hagi cap amenaça significativa per a la seva supervivència. El seu nom específic, setulosus, significa ‘bast’ en llatí.